# François Brabant (journaliste belge)
Ne doit pas être confondu avec François Brabant (journaliste français)
Pour les articles homonymes, voir Brabant.
François Brabant, né en 1981, est un journaliste belge originaire de Namur, fondateur du magazine Wilfried.

## Biographie
Il a été journaliste au magazine Le Vif/L’Express de 2003 à 2015. Le prix de la presse Belfius 2014 lui est décerné pour L'Honneur bafoué des dockers après avoir déjà reçu en 2011 le prix pour Di Rupo, histoire d'une marque. Il écrit le livre Les Secrets du PS liégeois. Il a été ensuite journaliste durant un an à La Libre Belgique.  
Il a ensuite fondé le magazine Wilfried'. 
Il a reçu le prix de la presse Belfius 2017 pour son article Les Grandes manœuvres de JMJ,.
Il est également maître de conférence à l'Université catholique de Louvain.